# 卡布拉山脈

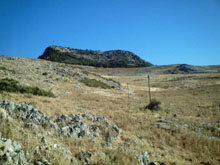

37°29′N 4°23′W / 37.483°N 4.383°W
卡布拉山脈（西班牙語：Macizo de Cabra），是西班牙的山脈，位於該國南部安達盧西亞自治區的科爾多瓦省，屬於薩貝蒂科山脈的一部分，面積約30平方公里，最高點海拔高度1,380米。